# Modest Bogdanovitj

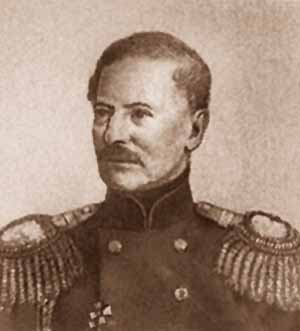
Modest Bogdanovitj.

Modest Ivanovitj Bogdanovitj (ryska: Модест Иванович Богданович), född 7 september (gamla stilen: 26 augusti) 1805 i Sumy, död 6 augusti (gamla stilen: 25 juli) 1882 i Oranienbaum, var en rysk krigshistoriker. Han var brorson till Ippolit Bogdanovitj.
Bogdanovitj deltog som officer i polska fälttåget 1831 och blev 1839 professor vid militärakademien i Sankt Petersburg. Han skildrade Napoleons krig i Ryssland 1812 (tre band, andra upplagan 1861), kriget 1813 (två band, 1863–69), kriget 1814 och Napoleons fall (två band, 1866), Alexander I:s regering (sex band, 1869–71) och Krimkriget (fyra band, 1876). Han utgav även en militärencyklopedi (sex band, 1852–58)